# Тальский сельсовет (Ирбейский район)
Тальский сельсовет — сельское поселение в Ирбейском районе Красноярского края.
Административный центр — село Талое.

## Население
| 2010 | 2012 | 2013 | 2014 | 2015 | 2016 | 2017 |
| ---- | ---- | ---- | ---- | ---- | ---- | ---- |
| 752  | ↘744 | ↗747 | ↘734 | ↘706 | ↘687 | ↗704 |

## Состав сельского поселения
В состав сельского поселения входят 6 населённых пунктов:
| № | Населённый пункт | Тип населённого пункта       | Население |
| - | ---------------- | ---------------------------- | --------- |
| 1 | Берёзовка        | деревня                      | 69        |
| 2 | Богачево         | деревня                      | 73        |
| 3 | Зелёная Слобода  | деревня                      | 15        |
| 4 | Рождественка     | деревня                      | 47        |
| 5 | Серединка        | деревня                      | 2         |
| 6 | Талое            | село, административный центр | 546       |

В 1989 году в состав сельсовета была включена деревня Рождественка из упразднённого Рождественского сельсовета.

## Местное самоуправление
Тальский сельский Совет депутатов
Дата избрания: 14.03.2010. Срок полномочий: 5 лет. Количество депутатов: 7
Глава муниципального образования
- Москаленко Андрей Владимирович. Дата избрания: 14.03.2010. Срок полномочий: 5 лет